# 이천 갈산동 석불입상
이천 갈산동 석불입상은 대한민국 경기도 이천시 갈산동에 있는 석불이다. 1986년 4월 14일 이천시의 향토유적 제7호로 지정되었다.

## 개요
이천시 갈산동과 안흥동 경계지점이 되는 도로변 10m가량 떨어진 부락안 미륵사 보호각에 안치되어 있다. 
이 화강암 석불은 조성 당시 상하 두 부분으로 나뉘어 허리 부분에서 연결하도록 조성되어 있었다. 그러나 오래 전 쓰러져 목, 몸체, 허리부위 등이 떨어진 채 방치되어 있던 것을 1980년경 시멘트 보강으로 현재의 위치에 복원해 놓은 것이다. 
머리는 소발(素髮)로 높직하고 위가 편편하여 두건을 쓴 모습과 흡사하고, 상호는 원만하나 양쪽 볼이 약간 비대하여 고려불상의 특색을 지니고 있다. 이마의 큼직한 백호공은 보주(寶珠)를 박았던 흔적이 역연(歷然)하며, 양미간은 밑을 굽어보며 조는 듯한 수려한 모습이다. 
목에는 3도(道)가 뚜렷하게 법의는 통견으로 양팔에 걸쳐 밑으로 흐르면서 약간씩 퍼져 있고 허리에서 발목에 이르는 의문(衣文)이 특이하다. 요대를 두른 허리 복판을 묶은 결대의 조각이 또한 주목된다. 수인은 오른손을 가슴에 들어 손바닥을 외향하게 해 엄지와 검지를 마주 대었다. 
손바닥에 뚜렷이 새긴 손금이 재미있고, 왼손은 똑바로 내려 옷자락 위에 대었다. 불상은 정방형 대좌 위에 받들어 세웠는데, 전체 높이 414cm, 불두 높이 103cm, 불신 높이 311cm, 불상 앞에는 한 변이 57cm, 높이 39cm인 정사각형의 탑신석이 상석으로 놓여 있다. 
전체적으로 동체가 두상에 비해 가늘고 길어 부조화를 이룬 것이 특징으로, 불상의 조성 연대는 고려 중기로 추정된다